# Beitsen
Beitsen is de oppervlaktebehandeling van materialen als hout, metaal en textiel.

## Hout
Beitsen van hout is het aanbrengen van een transparante of dekkende laag om vezels van bijvoorbeeld hout te beschermen tegen weer en wind en het oppervlak een mooi uiterlijk te geven. In tegenstelling tot vernis en lak, in de volksmond vaak verf genoemd, dringt beits gedeeltelijk in het hout. Beitsen die voor buiten geschikt zijn, hebben meestal een vochtregulerende werking en bieden vaak een uv-bescherming. Ook zijn er beitsen die alleen maar een kleurverschil, maar geen bescherming geven. Er zijn beitssoorten op water-, olie- en alcoholbasis. Bij transparante beitsen wordt gebruikgemaakt van verschillende kleuren om de suggestie van verschillende houtsoorten te geven. Kleurloze varianten behouden de originele kleur, maar beschermen minder tegen zonlicht en daarmee verkleuring.
Alle houtsoorten kunnen worden gebeitst, al geven naaldhoutsoorten, door de aanwezigheid van hars, meer problemen dan loofhoutsoorten. Het is in alle gevallen belangrijk dat het hout goed wordt voorbewerkt door het glad te schuren en stof- en vetvrij te maken.
Beits kan op verschillende manieren opgebracht worden: met de kwast, de verfspuit, een spons, een doek, enz.
Beits is een veel gebruikt product wat vaak uit natuurlijke oliën bestaat. Zo is de eerste beits ook wel perkoleum en ecoleum genoemd, gemaakt van lijnolie, deze natuurlijke beits is tot op heden een veel verkocht product op de Nederlandse markt. 
Beits voor buiten heeft een vochtregulerende (ademende) werking en beschermt door middel van UV blokkering tegen de werking van ultraviolette stralen van de zon.

## Metalen
Beitsen van metaal betreft behandeling van metalen met (zwakke) zuren. Door beitsen wordt de oppervlakte diepgaand gereinigd en wordt bijvoorbeeld de oxidelaag verwijderd. Beitsen gebeurt daarom als voorbereiding voor het aanbrengen van een extra oppervlaktelaag, of om de kristalstructuur beter naar voren te brengen voor microscopisch onderzoek.

## Textiel
Beitsen van textiel is een voorbehandeling die nodig is om de verf beter vast te houden bij het plantaardig verven van textiel, bijvoorbeeld wol.